# Aric Holman
Aric Jeremiah Holman (ur. 11 lipca 1997 w Owensboro) – amerykański koszykarz, występujący na pozycji środkowego, obecnie zawodnik Legii Warszawa.
W 2019 reprezentował Los Angeles Lakers podczas rozgrywek letniej ligi NBA w Las Vegas i Sacramento. W 2020 bronił barw Boston Celtics w Las Vegas.
9 stycznia 2022 powrócił do składu Austin Spurs. 10 lutego 2023 został zawodnikiem Legii Warszawa.

## Osiągnięcia
Stan na 1 maja 2024, na podstawie, o ile nie zaznaczono inaczej.

### NCAA
- Uczestnik rozgrywek turnieju:
  - NCAA (2019)
  - Portsmouth Invitational Tournament (2019)

### Drużynowe
- Zdobywca Pucharu Polski (2024)[5]

### Indywidualne
- MVP:
  - Pucharu Polski (2024)[6]
  - kolejki EBL/OBL (23 – 2022/2023, 14 – 2023/2024)[7][8]
- Zaliczony do I składu:
  - sezonu OBL (2024)[9]
  - kolejki EBL/OBL (23 – 2022/2023, 14, 19 – 2023/2024)[10][11][12]